# W44K
W44K（だぶりゅーよんよんけー）ならびにW44K II（だぶりゅーよんよんけーつー）は、京セラが開発したKDDIおよび沖縄セルラー電話のauブランドで販売されていたCDMA 1X WIN（後のau 3G）対応携帯電話である。

## 特徴
厚みは15ミリで、2006年10月当時の時点で最薄。この薄さは京セラが独自にユーザーが使いやすい薄さを調べ上げた「ベストスリムゾーン思想」に基づいている。「ベストスリムゾーン思想」の範囲は薄さ14ミリ～16ミリである。
音楽などのWINの標準サービスに対応している。「おサイフケータイ（EZ Felica）」や「LISMOビデオクリップ」には対応していない。
発売以来常にケータイ売り上げランキングの上位を維持していた。また、2007年5月30日よりそのセカンドモデルにあたる「W44K II」が発売され、同年10月25日には法人をターゲットとした「W44K IIカメラなしモデル」（正式型番：W44K II Z）が発売された。「W44K IIカメラなしモデル」の場合本体色はクリアシルバーのみとなる。「W44K」とは、ワンタッチ発信機能の搭載とキーデザイン、アドレス帳保存件数が700件から1000件に増加した点が異なる。

## 沿革
- 2006年（平成18年）8月28日 - KDDI、および京セラより公式発表。
- 2006年11月23日 - 順次発売。
- 2007年（平成19年）5月30日 - W44K IIが全国にて一斉発売。
- 2007年6月 - W44K販売終了。
- 2007年10月25日 - W44K IIカメラなしモデルが全国にて一斉発売。
- 2007年11月 - W44K II販売終了。
- 2008年（平成20年）3月 - W44K IIカメラなしモデル販売終了。
- 2012年（平成24年）7月22日 - L800MHz帯（旧800MHz帯・CDMA Bandclass 3）エリアによるサービスの停波。それ以降は2GHz（CDMA Bandclass 6）帯エリアのサービスのみの利用となる。

## 対応サービス
- au Smart Sports（2008年2月28日よりアプリのダウンロードにて対応）
- PCサイトビューアー
- au LISTEN MOBILE SERVICE
- 着うたフル
- Hello Messenger
  - W44K IIカメラなしモデルは除く。
- EZナビウォーク
- EZ助手席ナビ
- EZ・FM
- 緊急通報位置通知
- 赤外線通信
- 安心ナビ

## W44K/K IIからの発展機種
- A5526K
  - 「W44K/K II」をベースにコストを削り本体を更に薄くし、CDMA 1X向けに特化した。事実上「W44K/K II」のCDMA 1X版にあたる。
- W53K
  - 「W44K/K II」をベースに2軸回転式液晶パネルやワンセグチューナー、LISMOビデオクリップ、オープンアプリプレイヤー、EZケータイアレンジ等の機能を付加した。なお、同社のau向け端末としてはこの機種よりEZ・FMやHello Messenger等のサービスが廃止されている。
- W61K
  - 主に女性ユーザーを対象とする端末で「W44K/K II」をベースに本体の奥行に少し厚みを持たせてコンパクト化し、LISMOビデオクリップやEZ Felica、オープンアプリプレイヤー、EZケータイアレンジに対応するものの、先行発売されたW53K同様EZ・FMやHello Messenger等のサービスには対応しておらず、本体の奥行が17.8mm（最厚部は18.0mm）もあるため、同社の「ベストスリムゾーン思想」には含まれない。
- W64K
  - 「W53K」の後継およびそのマイナーチェンジ版にあたる端末。
- W65K
  - 「W61K」の後継でワンセグや日常生活防水に対応した端末。同キャリア向けとしてはmicroSDHCカードに初めて対応。最大4GBまで。

## 注
1. ↑  2012年（平成24年）7月23日より利用不可
2. ↑  カメラなしモデルを含む。